# کورمیانسکو
کورمیانسکو (به بلغاری: Kormyansko) یک منطقهٔ مسکونی در بلغارستان است که در سولیوو واقع شده‌است.